# Catocala innocens
Catocala innocens là một loài bướm đêm trong họ Erebidae.